# Lake Junaluska
Lake Junaluska egy statisztikai település Haywood megyében, Észak-Karolinában, az Egyesült Államokban.

## Nevének eredete
Nevét a cseroki indián vezető, Junaluska után kapta.

## Földrajza
Észak-Karolina nyugati részén található, az Ashville Statisztikai Régióhoz tartozik. Az itt található Junaluska-tó kiterjedése 0,8 km² melyet lankás dombok és völgyek ölelnek körül.

## Népesség
A U.S. Census 2000. évi felmérései szerint a településnek 2 675 lakosa volt. Ebből 98,65%-a fehér, 0,37%-a afro-amerikai, 0,26%-a őslakó amerikai, 0,11%-a ázsiai és 0,07%-a más rasszok. A Hispániai vagy latin lakosság aránya 1,35%.
Az 1262 háztartásban élők 18,1%-ának van 18 év alatti gyermeke, 58,3% házas, 7,8%-a egyedülálló nő, 31,7%-a él családon kívül. Minden 100 nőre 86,7 férfi jut.
Az egy főre jutó átlag jövedelem $23,031.

## Története
1913. június 25-én a metodista episcopal templom második általános misszionáriusi konferencia idején mindössze csak 13 ház volt, valamint szállodák is csak 1914 után létesültek. A Junaluska Inn hotel 1917-ben épült, de a következő évben leégett. Az új szállodát ugyanazon a helyen építették fel, amit Walter Lambuth püspökről neveztek el, a tó nyugati oldalán pedig a Shackford Hall épült fel.
Junaluska keresztét 1922-ben építették fel a domboldalon, amely a keleti irányból néz le a tóra. 1994-ben egy másik keresztet építettek, az eredetit restaurálták és Asheboro mellett állították fel.
A gyülekezet tönkrement, de 1936-ban a Methodista püspök kifizette a $100,000 adósságot, így a methodista templom átvette az épületet 1940-ben. 1948-ban a Southeastern Jurisdiction lett a tulajdonos.

## Érdekességek
Itt található a Methodista Világtanács székhelye. A Council a Lake Junaluska Konferencia- és Menedékközpontban kapott helyet, ahol évente konferenciákat rendeznek.